# Hans Müller (componist)
Hans Müller (Oberrieden, 6 april 1917 – aldaar, 24 juni 1973) was een Zwitsers componist en dirigent.

## Levensloop
Müller studeerde van 1935 tot 1939 aan het Konservatorium für Musik in Zürich. Na het behalen van de diverse diploma's werd hij dirigent van verschillende harmonieorkesten zoals bijvoorbeeld de Musikverein Weisslingen alsook de Zähnermusig Oberkirch. 
Als componist schreef hij verschillende marsen voor harmonieorkest.

## Composities

### Werken voor harmonieorkest
- Das Banner weht, mars
- Die Freiheit siegt, mars
- Erwachendes Leben, mars
- Festparade
- Freie Welt, mars
- Frohes Spiel, mars
- Mit Elan, mars
- Unsere Stadt, mars
- Volk und Heimat, mars